# 小純月子
小純 月子（こずみ つきこ、1月21日 - ）は、日本の漫画家。水瓶座。A型。京都府出身。デビュー作は『スイート×スパイス』（プチコミック 2008年10月号増刊で掲載）。

## 作品リスト
以下は全て小学館の『フラワーコミックス』（プチコミックフラワーコミックスα）
からの発売。
- 『囚われの君に 目覚めのキスを』（2010年6月10日発売）、ISBN 978-4-09-133176-2

「囚われの君に 目覚めのキスを」
「居心地悪いおトナリさん」
「キスはオフィスでこっそりと。」
- 『恋の続きはキスをしてから』（2011年6月10日発売）、ISBN 978-4-09-133767-2

「恋の続きはキスをしてから」
「今夜はあなたとすごしましょう」
「恋は天使の手の中で」
- 『抱きしめたい』取材協力：小柳雅己・HBC北海道放送、全2巻

　2014年の映画『抱きしめたい -真実の物語-』とのメディアミックス作品。
1. 2014年1月10日発売、ISBN 978-4-09-135796-0
2. 2014年1月10日発売、ISBN 978-4-09-135797-7

- 『嘘は媚薬』（2012年8月9日発売）、ISBN 978-4-09-134611-7

「あなたしか知らない」
「恋は 甘く 噛みつく」
「狼は羊に恋をする」
「ゆっくりと､堕ちるまで」
- 『片恋終着駅』（2013年1月10日発売）、ISBN 978-4-09-134686-5

「片恋終着駅」
「甘く溶ける鼓動」
「キミが奇跡」
- 『リアルキス』（2014年11月10日発売[2]）、ISBN 978-4-09-136435-7

「リアルキス」　プチコミック2014年8月号増刊夏号に掲載
「彼女のトリセツ」　プチコミック2014年2月号に掲載
「秘密は夜にそっとほどける」　プチコミック2014年6月号増刊に掲載
「堕ちるのは君の手の中」　プチコミック2014年1月号特別ふろくに掲載
- 『ベランダで会いましょう』（2015年7月10日発売[3]）、ISBN 978-4-09-137466-0

「ベランダで会いましょう」
「彼女の忘れ物」
「この夜、あなたに触れる」
「キミは、愛しき猛獣」
- 『30デビュー』[4]（2016年2月10日発売[5]）、ISBN 978-4-09-138150-7

「30デビュー」　姉系プチコミック2015年⑦号に掲載
「その腕の中はきっと甘い」　プチコミック2015年9月号別冊付録に掲載
「ここにおいで」　プチコミック2015年1月号別冊付録に掲載
「いつか青くとけていく」　プチコミック2015年6月号増刊春号に掲載
- 『偽装結婚の心得』（2016年7月8日発売[6]）、ISBN 978-4-09-138540-6

「偽装結婚の心得」　プチコミック2016年3月号別冊ふろくに掲載
「悩める彼女に愛の手を」　姉系プチコミック2015年③号に掲載
「その腕にただ堕ちていく」　姉系プチコミック2016年①号に掲載
「その腕にただ堕ちていく 番外編 プロポーズ前夜」　かきおろし
- 『恋愛戦略家』（2016年12月9日発売[7]）、ISBN 978-4-09-138774-5

「恋愛戦略家」 姉系プチコミック2016年⑤号に掲載
「キミにだけ秘密」　プチコミック2015年6月号に掲載
「ふたり暮らし」 姉系プチコミック2016年⑨号に掲載
「彼の好きなヒト」　プチコミック2016年8月号別冊ふろくに掲載
- 『キミのとっておき』（2017年4月10日発売[8]）、ISBN 978-4-09-139270-1

「キミのとっておき」　プチコミック2017年2月号に掲載
「彼女と彼女の生きる道」姉系プチコミック2017年①号に掲載
「恋心迷走中」　プチコミック2015年11月号別冊ふろくに掲載
「彼女の犬」　姉系プチコミック2014年⑨号に掲載
- 『あなたが獲物』（2017年12月8日発売[9]）、ISBN 978-4-09-139675-4

「あなたが獲物」
「彼女の長い一日」
「あたしが一番欲しいのは」
「高嶺の女」
- 『きみを悪女にしてあげる』（2018年5月10日発売[10]）、ISBN 978-4-09-870067-7

「悪魔の囁き」
「ささやかな欲望」
「あなたと夜更かし」
「囚われの彼女」
- 『彼と彼女の最適な温度と湿度について』（2018年10月10日発売[11]）、ISBN 978-4-09-870242-8

「彼と彼女の最適な温度と湿度について」
「プロポーズのその先は」
「乙女は一日にしてならず」
「いつか闇の底から」
「ロマンチック・ダーリン」
「HONEY♡HONEYダーリン♡」
- 『仮面女子の憂鬱』（2019年2月8日発売[12]）、ISBN 978-4-09-870365-4

「仮面女子の憂鬱」
「愛でる、溢れる」
「いつかまた、会う日まで」
「スイート✕スパイス」
- 『海神の花嫁』全8巻
  1. 2019年8月9日発売[13]、ISBN 978-4-09-870563-4
  2. 2020年2月10日発売[14]、ISBN 978-4-09-870788-1
  3. 2020年10月9日発売[15]、ISBN 978-4-09-871117-8
  4. 2021年4月9日発売[16]、ISBN 978-4-09-871345-5
  5. 2021年10月8日発売[17]、ISBN 978-4-09-871523-7
  6. 2022年3月10日発売[18]、ISBN 978-4-09-871601-2
  7. 2022年8月10日発売[19]、ISBN 978-4-09-871756-9
  8. 2023年3月9日発売[20]、ISBN 978-4-09-872022-4

### 単行本未収録
- だから私は背筋を伸ばす（『姉系プチコミック』2025年9月号[21]）